# Райгородецький Юхим Якович
Юхи́м Я́кович Райгороде́цький (12 листопада 1924—1996) — радянський військовик часів Другої світової війни, полковник. У повоєнний час — журналіст, письменник і сценарист.

## Життєпис
Народився 1924 року в місті Києві. Єврей.
У чотирнадцятирічному віці вступив до 12-ї Київської артилерійської спецшколи, потім закінчив 1-ше Ленінградське артилерійське училище.
Учасник німецько-радянської війни з квітня 1942 року. Воював на Південному, 4-му, 2-му та 3-му Українських фронтах. Командував вогневим взводом, потім батареєю 1684-го артилерійсько-мінометного полку 63-ї кавалерійської дивізії 5-го гвардійського Донського козачого кавалерійського корпусу. Пройшов з боями від Сальських степів до австрійських Альп. Член ВКП(б) з 1944 року.
У 1949 році вступив на редакторський факультет Військово-політичної академії ім. В. І. Леніна, по закінченні якої працював у різних виданнях, на Київській кіностудії імені Олександра Довженка, писав художньо-документальні книги, п'єси, сценарії. З 1983 року — заступник голови Спілки журналістів України й, одночасно, відповідальний секретар редакції журналу «Журналіст України».
Помер у травні 1996 року.

## Нагороди і почесні звання
Нагороджений орденами Вітчизняної війни 1-го (28.11.1944, 11.03.1985) та 2-го (04.10.1944) ступенів, Червоної Зірки (29.02.1944), медалями.
Заслужений журналіст України.
Обирався почесним громадянином 18 населених пунктів України, Молдови, Угорщини.

## Твори
- Райгородецкий Е. Я. «К Альпам». — М.: Воениздат, 1969. (рос.)
- Райгородецкий Е. Я. «Плацдарм». — Днепропетровск: Промінь, 1971.
- Райгородецкий Е. Я. «Натиск». — М.: ДОСААФ, 1979.
- Райгородецкий Е. Я. «Огненные берега Роси». — К.: Политиздат Украины, 1984.
- Райгородецкий Е. Я. «Это было под Будапештом». — М.: ДОСААФ, 1985.
- Райгородецкий Е. Я. «Командиры смолоду». — К.: Молодь, 1986.
- Райгородецкий Е. Я. «Ехал казак за Дунай». — Ужгород: Карпати, 1987.
- Райгородецкий Е. Я. «Становление». — К.: Молодь, 1989.